# Диего Фернандес де Кордоба и Каррильо де Альборнос
Диего Фернандес де Кордова-и-Каррильо (исп. Diego Fernández de Córdoba y Carrillo de Albornoz; ок. 1438 — 5 октября 1487, Баэна) — кастильский дворянин, носивший титулы 2-го графа Кабры, 2-го виконта Иснахара, 4-го сеньора Баэны и маршала Кастилии. Его фигура актуальна из-за его роли во время битвы при Лусене, в которой был взят в плен последний эмир Гранады Боабдиль.

## Биография
Сын Диего Фернандеса де Кордова-и-Монтемайора, 1-го графа Кабры (1410—1481), и Марии Каррильо и Венегас. В 1481 году после смерти своего отца Диего Фернандес де Кордова унаследовал титул 2-го графа Кабра, 2-го виконта Иснахара и 4-го сеньора Баэна.
Диего всего шесть лет был графом Кабры, несмотря на то, что он уже был признан за участие в нападениях на Гранадский эмират в первые годы правления короля Энрике IV. Таким образом, он участвовал в 1455 году в занятии Вега-де-Гранада, за что он получил титул маршала Кастилии, который до этого принадлежал его отцу, который в обмен получил титул 1-го графа Кабры. Точно так же несколько лет спустя Энрике IV подарил ему город Алькала-ла-Реаль. Он продолжал участвовать в военных кампаниях против Гранады вместе со своим отцом, выделяя кампании в Арчидоне и Алама-де-Гранаде.
Во время конфликта по поводу престолонаследия монарха Энрике IV Диего Фернандес де Кордова встал на сторону последнего против мятежной знати, провозгласившей инфанта Альфонсо королем Кастилии во время Авильского фарса. Сохраняя верность королю, он вернул город Эсиха в 1466 году, получив в награду Бухалансе, хотя никогда не занимал его, потому что его родственник Альфонсо де Агилар помешал ему сделать это. Вражда между ними стала такой, что он был заключен им в тюрьму в замке Каньете. После освобождения Диего Фернандес напал на город Сантаэлья, где жили многие из родственников Альфонсо, и некоторые из них были похищены, например, великий капитан, заключенный в тюрьму в замке Кабра до заступничества Изабеллы Кастильской.
Диего Фернаднс де Кордова участвовал в битве при Лусене, произошедшей в 1483 году, в которой пришел на помощь своему племяннику против гранадской армии, в которой они наконец одержали победу и где Боабдиль, насридский эмир Гранады, был взят в плен. В благодарность за оказанные услуги католические монархи подарили ему меч Боабдиля, который был реквизирован в качестве военных трофеев и в настоящее время выставлен в Армейском музее Толедо.
После его смерти в 1487 году в Баэне, согласно его завещанию, он был похоронен в монастыре Санта-Марта в Кордове.

## Брак и потомство
Диего Фернандес де Кордова был женат на Марии Уртадо де Мендоса-и-Луна (+ 10 декабря 1506), дочери 2-го маркизов Сантильяна и 1-го герцога дель Инфантадо, от которых у него было девять детей:
- Диего Фернандес де Кордова-и-Мендоса (1460—1525), 3-й граф Кабра, 3-й виконт Иснахар, 5-й сеньор Баэны
- Иньиго Фернандес де Кордоба-и-Мендоса
- Франсиско Фернандес де Кордова-и-Мендоса (+ 1536), епископ Овьедо, епископ Паленсии
- Фернандо Фернандес де Кордова-и-Мендоса
- Хуан Фернандес де Кордова-и-Мендоса
- Антонио Фернандес де Кордова-и-Мендоса
- Мария Фернандес де Кордова-и-Мендоса
- Брианда Фернандес де Кордова-и-Мендоса, вышла замуж за Диего Рамиреса де Гусмана, 1-го графа Теба
- Франсиска Фернандес де Кордова-и-Мендоса.